# Verpflegungsgutschein
Ein Verpflegungsgutschein ist ein Gutschein für Speisen, die vom Arbeitgeber an seine Arbeitnehmer als Sachbezug ausgegeben werden. Sie erlauben die Verpflegung der Arbeitnehmer in Gaststätten in der Nähe des Arbeitsplatzes, falls der Arbeitgeber selbst keine Kantine betreibt. In zahlreichen Ländern werden Verpflegungsgutscheine steuerlich begünstigt. Sie werden typischerweise als Papiergutschein zur einmaligen Nutzung ausgegeben, aber inzwischen auch in Form von Guthaben auf einer speziellen Bezahlkarte. Wichtige Anbieter von Verpflegungsgutscheinsystemen sind die französischen Unternehmen Pluxee und Edenred.

## Geschichte
Frühe Beispiele für das System von Verpflegungsgutscheinen stammen aus Großbritannien im Jahr 1946, als die Lebensmittelrationierung nach Kriegsende noch in Kraft war. Die britische Regierung gewährte eine außergesetzliche Steuervergünstigung, im Rahmen eines Luncheon Voucher (LV), weil sie davon ausging, dass dies den Bürgern helfen würde, sich gesunde Mahlzeiten leisten zu können. Dieser war ein Papierticket, mit dem Mitarbeiter im Vereinigten Königreich Mahlzeiten in privaten Restaurants bezahlen konnten. Damit konnten Unternehmen ihren Mitarbeitern die Mittagsmahlzeiten subventionieren, ohne eigene Kantinen betreiben zu müssen. Im Rahmen der Konzession waren Essensgutscheine bis zu einem Wert von 3 Schilling (15 Pence) pro Tag von der Einkommenssteuer und den Sozialversicherungsbeiträgen befreit. 